# Journal of Human Evolution
Journal of Human Evolution (Tạp chí tiến hóa loài người), viết tắt là JHE, là một tạp chí khoa học hàng tháng có bình duyệt, tập trung vào đăng tải các bài báo chất lượng cao nhất về tất cả các khía cạnh của tiến hóa loài người. JHE được thành lập năm 1972 và được xuất bản bởi Elsevier.
Tổng Biên tập tạp chí hiện nay là Andrea B. Taylor từ Touro University California, Hoa Kỳ, và David M. Alba từ Instut Català de Paleontologia Miguel Crusafont, Tây Ban Nha.
Trọng tâm chính của JHE là nhằm vào công trình cổ sinh học, bao gồm các hóa thạch người và linh trưởng cũng như các nghiên cứu so sánh về các loài sống, bao gồm cả bằng chứng hình thái và phân tử. Chúng bao gồm mô tả về những khám phá mới, phân tích và diễn giải về tài liệu mới và được mô tả trước đó, cũng như đánh giá về phát sinh loài và cổ sinh của các loài linh trưởng.
Ngoài các tài liệu nghiên cứu nguyên thủy, tạp chí cũng dành không gian phân bổ cho việc xuất bản nhanh chóng các thông tin liên lạc ngắn về những khám phá mới, chẳng hạn như các hóa thạch mới thú vị, cũng như các bài phê bình sách, cáo phó và bài phê bình có chất lượng đặc biệt cao.
Tạp chí có mức độ tự trích dẫn bất thường, và hệ số tác động của tạp chí của nó trong năm 2019 đã bị Journal Citation Reports đình chỉ trong thời gian ngắn vào năm 2020, một hình thức xử phạt tổng cộng 34 tạp chí.
Quyết định này sau đó đã bị lật lại và tạp chí nhận được hệ số tác động năm 2019 là 3,534, tăng từ 3,155 vào năm 2018.